# سید محمدرضا سجادی
سید محمدرضا سجادی دیپلمات ایرانی و سفیر کنونی ایران در کشور دانمارک میباشد. او همچنین سفیر و نمایندهٔ دائم ایران در دفتر سازمان ملل در ژنو بود.
محمدرضا سجادی پیش از این مدیرکل امور سیاسی و بین‌المللی بوده و بنا به گفته منوچهر متکی نقش عمده‌ای در برگزاری و ریاست ایران در شانزدهمین نشست جنبش غیرمتعهدها داشت.